# Idiops
Idiops és un gènere d'aranyes migalomorfes de la família dels idiòpids (Idiopidae). L'espècie viu a Amèrica del Sud, Àfrica, el sud d'Àsia i l'Orient Mitjà.

## Llista d'espècies
Idiops Perty, 1833, segons el World Spider Catalog del 7 d'agost de 2017, té les següents espècies:
- Idiops angusticeps (Pocock, 1899) — Àfrica Occidental
- Idiops argus Simon, 1889 — Veneçuela
- Idiops arnoldi Hewitt, 1914 — Sud-àfrica
- Idiops aussereri Simon, 1876 — Congo
- Idiops barkudensis (Gravely, 1921) — Índia
- Idiops bersebaensis Strand, 1917 — Namíbia
- Idiops biharicus Gravely, 1915 — Índia
- Idiops bombayensis Siliwal, Molur & Biswas, 2005 — Índia
- Idiops bonapartei Hasselt, 1888 — Suriname
- Idiops briodae (Schenkel, 1937) — Zimbàbue
- Idiops cambridgei Ausserer, 1875 — Colòmbia
- Idiops camelus (Mello-Leitão, 1937) — Brasil
- Idiops castaneus Hewitt, 1913 — Sud-àfrica
- Idiops clarus (Mello-Leitão, 1946) — Argentina, Uruguai
- Idiops constructor (Pocock, 1900) — Índia
- Idiops crassus Simon, 1884 — Myanmar
- Idiops crudeni (Hewitt, 1914) — Sud-àfrica
- Idiops curvicalcar Roewer, 1953 — Congo
- Idiops curvipes (Thorell, 1899) — Camerun
- Idiops damarensis Hewitt, 1934 — Namíbia
- Idiops designatus O. P.-Cambridge, 1885 — Índia
- Idiops fageli Roewer, 1953 — Congo
- Idiops flaveolus (Pocock, 1901) — Sud-àfrica
- Idiops fortis (Pocock, 1900) — Índia
- Idiops fossor (Pocock, 1900) — Índia
- Idiops fryi (Purcell, 1903) — Sud-àfrica
- Idiops fulvipes Simon, 1889 — Veneçuela
- Idiops fuscus Perty, 1833 — Brasil
- Idiops garoensis (Tikader, 1977) — Índia
- Idiops gerhardti Hewitt, 1913 — Sud-àfrica
- Idiops germaini Simon, 1892 — Brasil
- Idiops gracilipes (Hewitt, 1919) — Sud-àfrica
- Idiops grandis (Hewitt, 1915) — Sud-àfrica
- Idiops gunningi Hewitt, 1913 — Sud-àfrica
  - Idiops gunningi elongatus Hewitt, 1915 — Sud-àfrica
- Idiops hamiltoni (Pocock, 1902) — Sud-àfrica
- Idiops harti (Pocock, 1893) — St. Vincent
- Idiops hepburni (Hewitt, 1919) — Sud-àfrica
- Idiops hirsutipedis Mello-Leitão, 1941 — Argentina
- Idiops hirsutus (Hewitt, 1919) — Sud-àfrica
- Idiops kanonganus Roewer, 1953 — Congo
- Idiops kaperonis Roewer, 1953 — Congo
- Idiops kazibius Roewer, 1953 — Congo
- Idiops kentanicus (Purcell, 1903) — Sud-àfrica
- Idiops lacustris (Pocock, 1897) — Tanzània
- Idiops lusingius Roewer, 1953 — Congo
- Idiops madrasensis (Tikader, 1977) — Índia
- Idiops mafae Lawrence, 1927 — Namíbia
- Idiops meadei O. P.-Cambridge, 1870 — Uganda
- Idiops melloleitaoi (Caporiacco, 1949) — Kenya
- Idiops microps (Hewitt, 1913) — Sud-àfrica
- Idiops monticola (Hewitt, 1916) — Sud-àfrica
- Idiops monticoloides (Hewitt, 1919) — Sud-àfrica
- Idiops mossambicus (Hewitt, 1919) — Moçambic
- Idiops munois Roewer, 1953 — Congo
- Idiops neglectus L. Koch, 1875 — (desconegut)
- Idiops nigropilosus (Hewitt, 1919) — Sud-àfrica
- Idiops ochreolus (Pocock, 1902) — Sud-àfrica
- Idiops opifex (Simon, 1889) — Guaiana Francesa
- Idiops palapyi Tucker, 1917 — Botswana
- Idiops pallidipes Purcell, 1908 — Sud-àfrica
- Idiops parvus Hewitt, 1915 — Sud-àfrica
- Idiops petiti (Guérin, 1838) — Brasil
- Idiops pirassununguensis Fukami & Lucas, 2005 — Brasil
- Idiops prescotti Schenkel, 1937 — Tanzània
- Idiops pretoriae (Pocock, 1898) — Sud-àfrica
- Idiops pulcher Hewitt, 1914 — Sud-àfrica
- Idiops pulloides Hewitt, 1919 — Sud-àfrica
- Idiops pullus Tucker, 1917 — Sud-àfrica
- Idiops pungwensis Purcell, 1904 — Sud-àfrica
- Idiops pylorus Schwendinger, 1991 — Tailàndia
- Idiops rastratus (O. P.-Cambridge, 1889) — Brasil
- Idiops robustus (Pocock, 1898) — Àfrica Oriental
- Idiops rohdei Karsch, 1886 — Paraguai
- Idiops royi Roewer, 1961 — Senegal
- Idiops santaremius (F. O. P.-Cambridge, 1896) — Brasil
- Idiops schenkeli Lessert, 1938 — Congo
- Idiops schreineri (Hewitt, 1916) — Sud-àfrica
- Idiops siolii (Bücherl, 1953) — Brasil
- Idiops straeleni Roewer, 1953 — Congo
- Idiops striatipes Purcell, 1908 — Sud-àfrica
- Idiops sylvestris (Hewitt, 1925) — Sud-àfrica
- Idiops Síriacus O. P.-Cambridge, 1870 — Síria, Israel
- Idiops thorelli O. P.-Cambridge, 1870 — Sud-àfrica
- Idiops upembensis Roewer, 1953 — Congo
- Idiops vandami (Hewitt, 1925) — Sud-àfrica
- Idiops versicolor (Purcell, 1903) — Sud-àfrica
- Idiops wittei Roewer, 1953 — Congo
- Idiops yemenensis Simon, 1890 — Iemen